# リチャード・ニーリイ
リチャード・ニーリイ (Richard Neely、1920年又は1916年4月18日 - 1999年10月4日)とは、アメリカ合衆国の小説家。異常心理を描いたサスペンス描写と、叙述トリックを駆使したどんでん返しが特徴的なミステリを得意とする。
「リチャード・ニーリィ」、「リチャード・ニーリー」と表記されることもある。

## 経歴・人物
1920年生まれとされているが、1916年生まれとの説もある。ニューヨーク市マンハッタン生まれ。従軍経験がある。第二次世界大戦後、GHQの機関紙編集者として東京に一年間駐在した。アメリカに帰国後、新聞記者を経て広告業界に入り、大手広告代理店三社のクリエイティヴ・ディレクターや副社長を歴任。新聞社と広告関連会社で合わせて20年勤務した後、作家へと転身した。1969年に『愛する者に死を』で小説家デビューし、その後約15年間の作家生活で合計15冊の長篇を発表。
1970年に発表した『殺人症候群』は、異常心理を描いたサイコ・スリラーの要素と、叙述トリックを用いたどんでん返しが高く評価されている。本作により1973年にスウェーデン推理作家アカデミーが主催するマルティン・ベック賞を受賞した。本作とともに1976年の『心ひき裂かれて』が代表作とされている。フランスやイタリアにおいてはクロード・シャブロル監督によって映画化された"The Damned Innocents (Dirty Hands)"（汚れた手をした無実の人々）が代表作として挙げられる場合が多いが、この作品のプロットはボワロー＝ナルスジャックの『悪魔のような女』からの影響が顕著である点から、『殺人症候群』『心ひき裂かれて』の二作に比べると完成度は落ちる。
1969年の『プラスティック・ナイトメア/仮面の情事』はウォルフガング・ペーターゼン監督によって映画化されている。また、1971年の"The Damned Innocents (Dirty Hands)"はフランスのクロード・シャブロル監督により『汚れた手をした無実の人々』（1975年）としてロミー・シュナイダー主演で映画化。1972年の『オイディプスの報酬』は日本において『父殺しの報酬』（1982年、TBS）として、大竹しのぶ、古尾谷雅人、夏木勲、中尾彬の出演によってテレビドラマ化され話題となった。
1972年に発表したポリティカル・スリラー"The Smith Conspiracy" がアメリカ探偵作家クラブ（ＭＷＡ）賞のペーパーバック賞にノミネートされたが、リチャード・ワームザーの"The Invader"に敗れた。また、1976年には一番の代表作とされるサイコ・スリラー『心ひき裂かれて』が、同賞の長編賞にノミネートされたが、ロバート・B・パーカーの『約束の地』に敗れた。
80年代になると、広告業界で働く女性を描いた"An Accidental Woman"を発表し、ミステリから一般小説への転向を図ったが、その後間もなく作家活動を終えた。
1999年、短期間の闘病の後にマリン総合病院で死去。

## 評価
日本においては『オイディプスの報酬』（1972年発表）が1978年に角川文庫から刊行されたのが初紹介となった。その後1980年には代表作『心ひき裂かれて』（1976年発表）が角川書店から単行本で刊行。さらに1982年には『殺人症候群』（1970年発表）が角川書店から単行本で刊行され、同年に『日本で別れた女』（1972年発表）がハヤカワ・ポケット・ミステリから刊行された。日本では特に82年に翻訳された二作によりニーリイの評価が高まったとされる。
アメリカ本国においてはほぼ忘れられた作家となっている。2021年に『プラスティック・ナイトメア/仮面の情事』と『亡き妻へのレクイエム』がスタークハウス・プレス社から復刊されたのを除くと、現在ではほとんどの作品が入手困難となっている。
フランスではガリマール社の名門「セリ・ノワール」叢書から『殺人症候群』（フランス語版：Le tourmenteur）など数冊が刊行されている。一方で代表作『心ひき裂かれて』はフランス語訳されていない。
イタリアでは名門「ジャッロ・モンダドーリ」叢書から『日本で別れた女』（イタリア語版：Il segreto della donna giapponese）など数冊が刊行されたが、代表作『心ひき裂かれて』『殺人症候群』はイタリア語訳されていない。
ドイツではニーリイの評価が最も高く、ほとんどの作品がドイツ語訳された。『心ひき裂かれて』（ドイツ語版：Die Nacht der Schwarzen Träume）や『殺人症候群』（ドイツ語版：Der Mörder und sein Schatten）など多くの作品のドイツ語訳が復刊されており、現在でも入手可能である。
リチャード・ニーリイは評価の難しい作家といえる。各国において様々な評価を受けており、また評する人物によっても評価が変わる。一般的にはボワロー＝ナルスジャックの影響を受けたフランス・ミステリ風の心理サスペンスを書く作家との印象が強く、アメリカにおける批評でもしばしばフランス風と評される。
日本では小泉喜美子がニーリイを評した際には、物理的なトリックに頼らず文章や構成の技巧でトリックを作り出す姿勢を評価しながらも彼の「どんでん返し」はそれほど評価せず、「一体、何が隠されているのか？」という「謎そのものが謎」の作風によりサスペンスを作り出す姿勢を高く評価。ニーリイをアメリカの心理サスペンス派（ヘレン・マクロイ、マーガレット・ミラー、ロバート・ブロック）の系列に連なる作家として評価している。一方で瀬戸川猛資は叙述トリックによるどんでん返しを得意とする作家であることを強調。サイコ・サスペンスに本格派推理小説の技巧を取り入れた作家として評価し、血みどろの残酷趣味を強調しがちな「サイコ・スリラー派」の作家たちとは一線を画する存在として賞賛している。
一方、フランスではジム・トンプスンなどの系列に属するノワールとして分類されており、本格派ミステリを一切評価しない「セリ・ノワール」叢書を中心に刊行されている。

## 作品
- 『愛する者に死を』 Death to My Beloved 1969年
- 『プラスティック・ナイトメア/仮面の情事』 The Plastic Nightmare (Shattered) 1969年
- 『亡き妻へのレクイエム』 While Love Lay Sleeping 1969年
- 『殺人症候群』 The Walter Syndrome 1970年
- "The Damned Innocents (Dirty Hands)" 1971年

映画化タイトル『汚れた手をした無実の人々』
- 『日本で別れた女』 The Japanese Mistress 1972年
- 『オイディプスの報酬』 The Sexton Woman 1972年
- "The Smith Conspiracy" 1972年
- 『リッジウェイ家の女』 The Ridgway Women 1973年
- 『心ひき裂かれて』 A Madness at the Heart 1976年
- "Lies" 1978年
- "No Certain Life" 1978年
- "The Obligation" 1979年
- "An Accidental Woman" 1981年
- "Shadows from the Past" 1983年

## 映像化作品

### 映画
- 汚れた手をした無実の人々 Les innocents aux mains sales （1975年、フランス映画）
監督：クロード・シャブロル　出演：ロミー・シュナイダー、ロッド・スタイガー、ジャン・ロシュフォール
原作：リチャード・ニーリィ "The Damned Innocents (Dirty Hands)"
- プラスティック・ナイトメア/仮面の情事 Shattered （1991年、アメリカ映画）
監督：ウォルフガング・ペーターゼン　出演：トム・ベレンジャー、グレタ・スカッキ、ボブ・ホスキンス

### テレビドラマ
- 父殺しの報酬 （1982年、TBS『ザ・サスペンス』枠で放送。）
監督：今野勉　出演：大竹しのぶ、古尾谷雅人、夏木勲、石田えり、中尾彬、菅野忠彦
原作：リチャード・ニーリィ『オイディプスの報酬』